# Albuca somersetianum
Albuca somersetianum là một loài thực vật có hoa trong họ Măng tây. Loài này được ined. mô tả khoa học đầu tiên.